# 德里斯·什赖比
德里斯·什赖比（阿拉伯语：‎，1926年7月15日杰迪代 - 2007年4月1日法国德龙省），摩洛哥作家，其作品主要涉及殖民主义、文化冲突、妇女待遇等。
什赖比生于杰迪代，在卡萨布兰卡接受教育，1946年前往巴黎学习化学，后转向文学和新闻学。1954年，什赖比出版了其第一部作品。